# 에밀리 앤 로이드
에밀리 앤 로이드(Emily Ann Lloyd, 1984년 3월 27일 ~ )는 미국의 배우, 영화배우이다.
글렌데일에서 태어났다.

## 영화
- 홈 포 더 할리데이 (1995년) - 브리터니 레이스 웨드먼 역
- 애니 2 - 황실의 모험 (1995년)
- 아폴로 13 (1995년)
- 낫츠 랜딩 (1979년)